# Production IMS
Production IMS Co., Ltd (株式会社プロダクションアイムズ, Kabushiki-gaisha Purodakushon Aimuzu) était un studio et une entreprise de production d'animation japonaise créé en février 2013. Son siège social se situait à Nerima, à Tokyo, au Japon. Elle a fait faillite en octobre 2018.

## Historique
La société a été fondée le 14 février 2013 par d'anciens membres du personnel d'AIC Spirits dont notamment Yoshiyuki Matsuzaki et Jiyū Ōgi qui ont travaillé sur Sora no otoshimono, Haganai, Date A Live et Oreimo,,.
Production IMS débute tout d'abord comme sous-traitant pour des séries d'animation à la demande des autres entreprises comme Mushibugyo (en) et Fantasista Doll (en), jusqu'en 2014, où ils produisent indépendamment leur première série Inari, Konkon, Koi Iroha (en),.
Cependant, alors que les ventes affichent des performances médiocres, les dépenses de production et l'augmentation des paiements aux sous-traitants aggravent la situation financière de l'entreprise. Le 20 décembre 2017, l'animateur Teru Miyazaki a posté puis supprimé un message sur Twitter indiquant qu'un studio d'animation, sous-entendu être Production IMS, ne payait plus ses animateurs. Le 7 juin de l’année suivante, la société d'études de crédit Tokyo Shoko Research a révélé que Production IMS était en cours de restructuration, notamment en réduisant son effectif. Il est également rapporté que la société avait commencé à consolider ses dettes et que le personnel envisageait de se déclarer en faillite.
Production IMS a officiellement déposé son bilan auprès du tribunal du district de Tokyo le 21 septembre 2018, et a obtenu l'approbation de commencer la procédure de faillite le 3 octobre 2018, le studio a ainsi fermé ses portes avec un total de dettes s’élevant à environ 250 millions de yens,,.

## Productions

### Séries télévisées
| Année | Titre                                   | Dates de 1re diffusion | Dates de 1re diffusion | Nb. éps. | Notes |
| Année | Titre                                   | Début                  | Fin                    | Nb. éps. | Notes |
| ----- | --------------------------------------- | ---------------------- | ---------------------- | -------- | --- |
| 2014  | Inari, Konkon, Koi Iroha (en)           | 16 janvier 2014        | 20 mars 2014           | 10       | Basé sur le manga éponyme de Morohe Yoshida. |
| 2014  | Date A Live II                          | 12 avril 2014          | 14 juin 2014           | 10       | Basé sur la série de light novel éponyme écrite par Kōshi Tachibana et illustrée par Tsunako ;Suite de la première saison réalisée par AIC PLUS+. |
| 2014  | Ore, Twin-Tail ni narimasu.             | 10 octobre 2014        | 26 décembre 2014       | 12       | Basé sur la série de light novel éponyme écrite par Yume Mizusawa et illustrée par Ayumu Kasuga.                                                  |
| 2015  | The Testament of Sister New Devil       | 8 janvier 2015         | 26 mars 2015           | 12       | Basé sur la série de light novel éponyme écrite par Tetsuto Uesu et illustrée par Nekosuke Ōkuma.                                                 |
| 2015  | Jōkamachi no Dandelion                  | 3 juillet 2015         | 18 septembre 2015      | 12       | Basé sur la série de yonkoma d'Ayumu Kasuga. |
| 2015  | The Testament of Sister New Devil Burst | 10 octobre 2015        | 12 décembre 2015       | 10       | Seconde saison de la série. |
| 2016  | Active Raid (en)                        | 8 janvier 2016         | 24 mars 2016           | 12       | Série originale coproduite avec Orange. |
| 2016  | Hundred (en)                            | 5 avril 2016           | 21 juin 2016           | 12       | Basé sur la série de light novel éponyme écrite par Jun Misaki et illustrée par Nekosuke Ōkuma.                                                   |
| 2016  | High School Fleet                       | 10 avril 2016          | 26 juin 2016           | 12       | Série originale. |
| 2016  | Masō Gakuen H×H (en)                    | 6 juillet 2016         | 21 septembre 2016      | 12       | Basé sur la série de light novel éponyme écrite par Masamune Kuji et illustrée par Hisasi.                                                        |
| 2016  | Active Raid 2nd (en)                    | 11 juillet 2016        | 26 septembre 2016      | 12       | Seconde saison de la série coproduite avec Orange.                                                                                                |
| 2018  | Takunomi. (en)                          | 12 janvier 2018        | 30 mars 2018           | 12       | Basé sur la série de yonkoma de Haruto Hino. |

### Films d'animation
| Année | Titre                                       | Date de sortie | Notes                                                                           |
| ----- | ------------------------------------------- | -------------- | ------------------------------------------------------------------------------- |
| 2014  | Sora no Otoshimono Final: Eternal My Master | 26 avril 2014  | Adaptation final du manga de Suu Minazuki.                                      |
| 2015  | Date A Live: Mayuri Judgement               | 22 août 2015   | Histoire originale supervisée par l'auteur du roman d'origine, Kōshi Tachibana. |

### OAV
| Année | Titre                                        | Date(s) de sortie          | Notes                                                                                                |
| ----- | -------------------------------------------- | -------------------------- | --- |
| 2014  | Inari, Konkon, Semishigure. (en)             | 26 juin 2014               | 11e épisode non diffusé publié avec l'édition limitée du 8e volume du manga.                         |
| 2014  | Date A Live: Encore                          | 8 décembre 2014            | 11e épisode non diffusé publié avec l'édition limitée du 8e volume du manga.                         |
| 2015  | The Testament of Sister New Devil            | 22 juin 2015               | Publié avec l'édition limitée du 8e volume du light novel.                                           |
| 2016  | The Testament of Sister New Devil Burst      | 26 janvier 2016            | Publié avec l'édition limitée du 7e volume de l'adaptation manga.                                    |
| 2017  | High School Fleet                            | 31 mars 2017 - 24 mai 2017 | Nouveau projet de deux épisodes pour la série,.                                                      |
| 2018  | The Testament of Sister New Devil Departures | 28 mars 2018               | Cet épisode de 60 minutes a été projeté en salles à partir du 27 janvier 2018 pendant deux semaines. |